# فالبرغا
فالبرغا (بالإيطالية: Valperga)‏ هي كومونا تقع في إيطاليا في مقاطعة تورينو. يقدر عدد سكانها بـ 3,111 نسمة ومساحتها 11.8 كم2 .

## السكان
في سنة 1861 بلغ عدد السكان 3٬225 نسمة، وتطور العدد ليصل في سنة 2011 لـ 3٬163 نسمة.
يظهر هذا المخطط البياني تطور النمو السكاني لـ فالبرغا